# 同性戀期刊
《同性戀期刊》（Journal of Homosexuality）是一份1976年起出版的美國性學學術期刊，由Routledge出版，現任主編是舊金山州立大學健康教育學教授約翰·伊利亞（John Elia）。該期刊收錄與性傾向、性偏好、跨文化、歷史、人際與現代社會脈絡下的性角色比較研究相關的論文，創辦者是美國心理學家查理·西弗史坦（Charles Silverstein）、前50期編輯是舊金山州立大學社會科學教授約翰·德·西羅（John De Cecco）。最初《同性戀期刊》是由霍華斯出版社（Haworth Press）出版，直到它被併進泰勒與弗朗西斯出版集團（Taylor & Francis），才改由它旗下的Routledge出版。
根據《期刊引證報告》數據顯示，《同性戀期刊》2011年時的影響因子是0.471，在124份跨領域心理學期刊中排名第90、在89份跨領域社會科學期刊中排名第55。

## 外部連結
- 《同性戀期刊》在出版社官網的介紹 （英文）